# Fuzaryjne więdnięcie pomidora

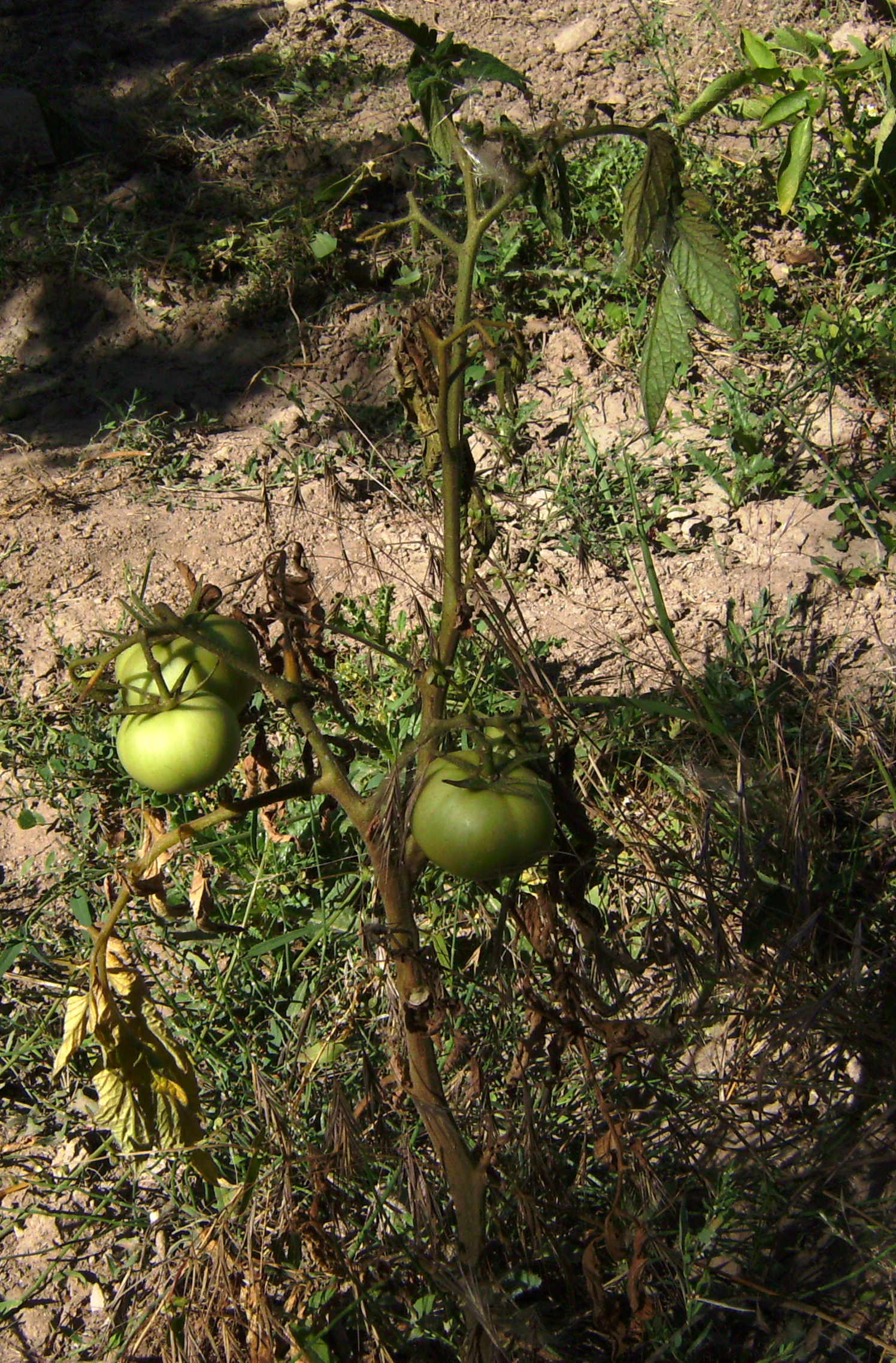

Fuzaryjne więdnięcie pomidora lub fuzarioza zgorzelowa pomidora (ang. fusarium wilt of tomato, vascular wilt of tomato) – grzybowa choroba pomidorów wywołana przez Fusarium oxysporum>. Występuje głównie przy uprawie pomidorów pod osłonami. Należy do grupy chorób zwanych fuzariozami.

## Objawy
U porażonych roślin następuje zahamowanie wzrostu, żółknięcie i zamieranie liści. Przy wysokiej temperaturze, zwłaszcza w słoneczne dni, rośliny więdną. Więdnięcie to nie jest jednak spowodowane brakiem wody, gdyż rosnące w pobliżu zdrowe pomidory nie więdną. Gdy choroba jest zaawansowana, porażone rośliny mimo podlewania nie odzyskują już turgoru. Na pędach porażonych roślin występują ciemne smugi, a kora na szczytach pędów pęka. W miejscach tych często występują sporodochia z zarodnikami grzyba. Stanowią one bardzo charakterystyczne dla tej choroby oznaki etiologiczne. Drugą charakterystyczną dla tej choroby cechą jest widoczna na przekroju pędu ciemna barwa wiązek przewodzących.

## Epidemiologia
Patogen przezimowuje w postaci grzybni na pozostałych w glebie resztkach pędów pomidora oraz w mikrokonidiach na nasionach pomidora. Wytwarza też przetrwalnikowe chlamydospory, które w glebie kiełkują. Zakażenie pomidorów następuje głównie w glebie przez korzenie. W zainfekowanych roślinach grzybnia patogenu rozwija się w wiązkach przewodzących, zajmując całą ich długość. Wydziela przy tym metabolity: kwas fuzariowy, lykomarazminę i wazyfuskarynę. Reagując na te substancje, roślina pomidora wytwarza zatyczki tylozowe, które stopniowo zamykają naczynia. Początkowo utrudnia to przepływ wody przez roślinę, później niemal całkowicie go hamuje.

## Ochrona
Znacznie ograniczono znaczenie tej choroby przez wprowadzenie do uprawy odmian odpornych oraz zastąpienie gleby podłożami sztucznymi, w których patogen nie może się rozwijać. Aby zlikwidować drugie jej źródło – zakażone nasiona, należy stosować zaprawianie nasion. Bardzo ważne jest też przestrzeganie zasady, by rozsadę hodować na podłożach pozbawionych patogenu. Choroba szerzy się głównie na miejscach, w których przez wiele lat uprawia się corocznie pomidory i inne rośliny z rodziny psiankowatych i dyniowatych. Nie stosuje się chemicznego zwalczania choroby na porażonych już roślinach.